# Bucsonfalva
Bucsonfalva, 1901-ig Butyásza (románul: Buteasa) falu Romániában, Máramaros megyében.

## Fekvése
Nagybányától 36 kilométerre délre, alacsony hegyek közt, a Lápos Corni nevű mellékpatakja mellett fekvő halmazfalu.

## Története
1424-ben Buchonfalua, 1639-ben Butacza, 1733-ban Butyásza néven említették. A kővári uradalomhoz, később Kővár vidékéhez, 1876-tól Szatmár vármegyéhez tartozó román falu volt. Eredetileg a későbbi Puszta dűlőben állt, és Kővár lerombolása után költözött új helyre.
Lakói 1566-ban éjjeli őrséget viseltek Kővárban, tisztán tartották a várat, vizet és fát hordtak a konyhára. Ennek fejében minden adótól mentesültek. 1697-ben már szénégetéssel szolgáltak a várnak.
Legnagyobb birtokosa a 18–19. században a Teleki család volt. Teleki Ádám 1744-ben létesített üveghutát a Lápos mellett. 1754–55-ben felújították, ekkor öt német nevű mester dolgozott benne. Ablaküvegezéshez használt üvegkarikákat, táblaüveget, poharakat, kancsókat és orvosságos üvegcséket állított elő. 1772-ben hét német és magyar nevű szakmunkása volt, a kisegítő munkákat pedig környékbeli jobbágyokkal végeztették. 1771-ben már bérlő működtette. 1792 előttig működött.
A butyászaiak többsége nemesnek minősült, a 18. században dézsmát és porciót nem fizettek, de nemességük eredetét már nem tudták megjelölni. 1803-ban 42 nemest írtak össze, közülük 23-an a külterületen, irtásokon épült házakban éltek. 1874-ben Kővárvidék viszonylag jobb módú települései közé tartozott. Lakói között tehetős gazdák és ügyes ácsok akadtak, sokan kosarakat és hordókat készítettek, amelyeket a nagysomkúti vásáron adtak el. Határa legnagyobb részét a legelők tették ki. Itt nevelték a vidék legszebb szarvasmarháit, azonkívül juhot, amelyek gyapját eladták. Többféle gyümölccsel is kereskedett. A 20. század elején jó minőségű márványt bányásztak közelében.
1900-ban 625 lakosából 624 volt román anyanyelvű; 618 görögkatolikus vallású.
2002-ben 418 ortodox vallású, román nemzetiségű lakosa volt.

## Nevezetességek
- Rossz állapotban lévő ortodox (korábban görögkatolikus) fatemploma 1884-ben épült.
- Márványbánya.[2]

## Képek

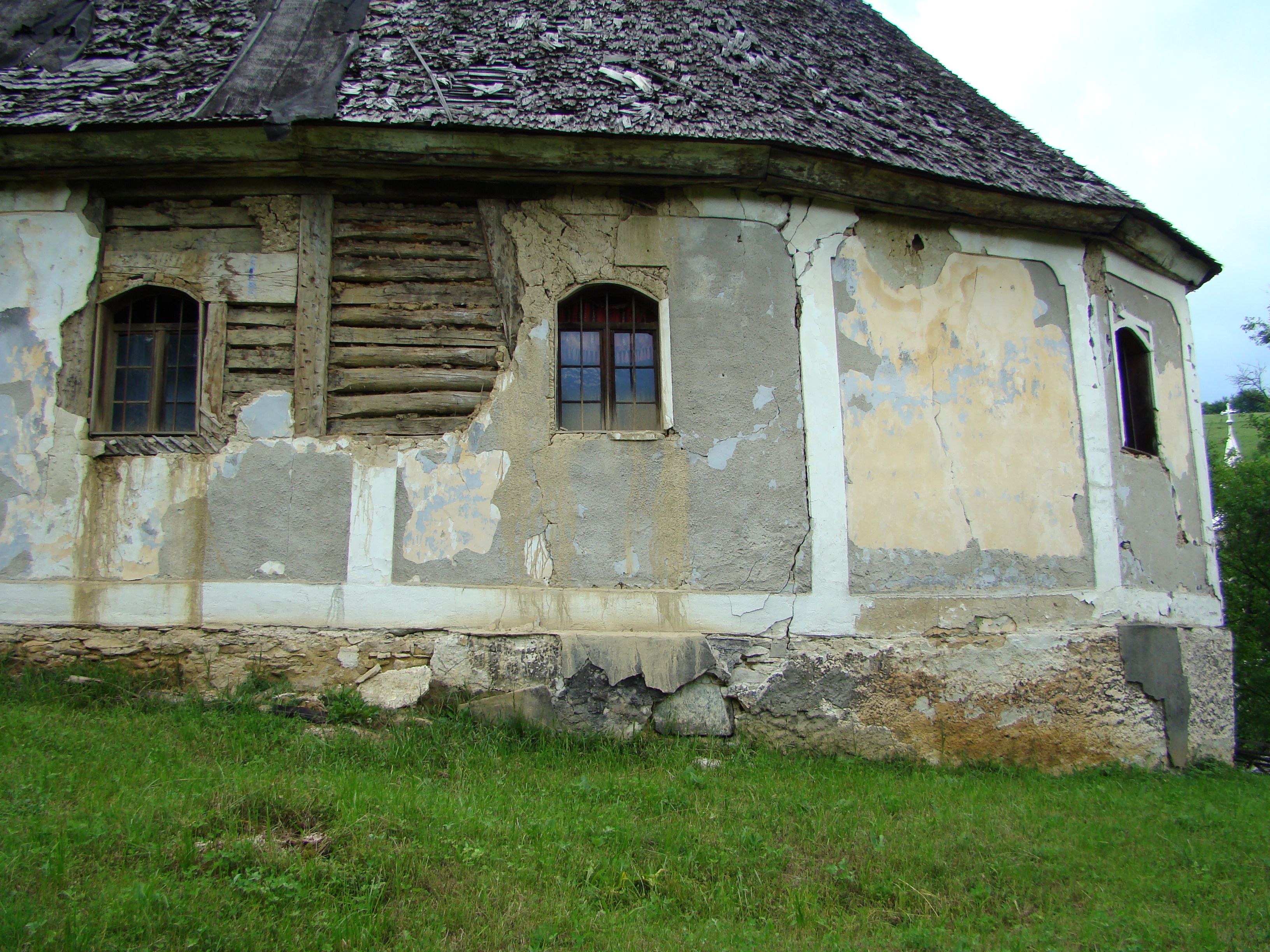
A templom zsilipelt fala a lehullott vakolat alatt